# Nicolas-Eustache Maurin
Pour les articles homonymes, voir Maurin.
Nicolas-Eustache Maurin est un graveur français, né à Perpignan le 15 mars 1798 et mort à Passy le 7 octobre 1850.

## Biographie
Fils de Pierre Maurin et frère d’Antoine Maurin, tous deux peintres, Nicolas-Eustache Maurin fut élève d'Henri Regnault et exposa aux salons de 1833, 1834 et 1835.

## Œuvres

### Salon de 1833 à Paris
- Portrait du général polonais Joseph Dwernicki (lithographie), no 2 899[3]
- Portrait du général polonais Pac, (lithographie), no 2 900[4]
- Les quatre époque de la vie d'une femme (lithographie), n°2901[5]

### Salon de 1834 à Paris
- Portraits lithographiques d'après natures, pour l'ouvrage de l'Iconographie française, publié par Mme Delpech, n°2292 du catalogue[6]

### Salon de 1835 à Paris
- Amour mondain et amour divin, (lithographie), n°2507 du catalogue
- Amour maternel et amour conjugal, (lithographie), n°2508 du catalogue[7]
- Amour filial et amour maternel, (lithographie), n°2509 du catalogue[8]
- Portraits (lithographie), n°2510 du catalogue[9]

### Autres oeuvres
- Portrait de Giacomo Meyerbeer (1840)[10]
- Portrait du médecin français Gilbert Breschet
- Portrait de P.A Dufrenoy, lithographie, Bibliothèque de l'Ecole des mines de Paris
- une série de six pièces sur le thème d'Esméralda de Victor Hugo
- La toilette, d'après Prud'hon, lithographie, 21 x 17 cm, Gray, musée Baron-Martin
- Le triomphe de Bonaparte, d'après Prud'hon, lithographie, 35 x 52 cm, Gray, musée Baron-Martin

On lui doit une Iconographie des contemporains et une série de portraits intitulée Célébrités contemporaines.

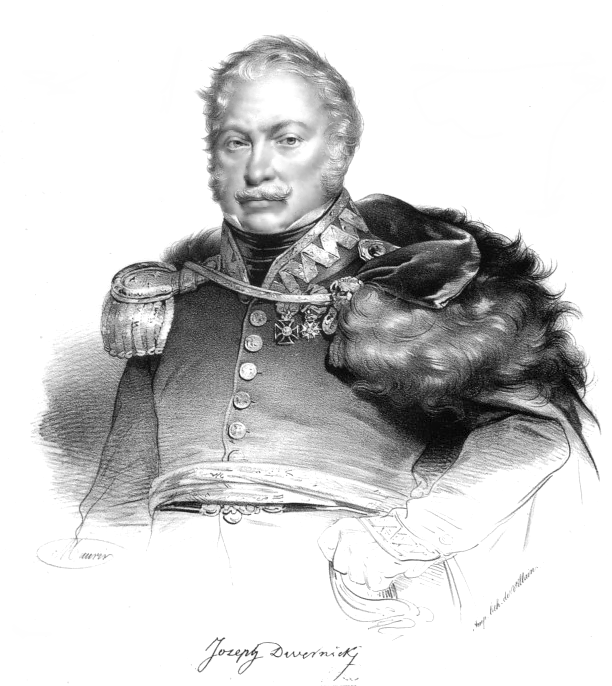
Portrait du général Dwernicki.
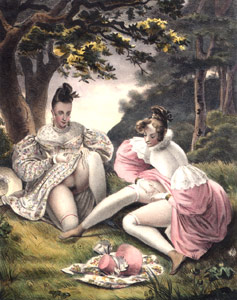
Lithographie érotique.